# Anton Nuhn
Johann Anton Nuhn, född 21 juni 1814 i Schriesheim, död 27 juni 1889 i Heidelberg, var en tysk anatom. 
Nuhn blev medicine doktor 1838, extra ordinarie professor i anatomi i Heidelberg 1849 och var honorarie professor där från 1872. Han författade Tabulæ chirurgico-anatomicæ (1846–1856), Lehrbuch der vergleichenden Anatomie (två band, 1878; ny upplaga 1886) och Lehrbuch der praktischen Anatomie (1882). Han är upptäckare av den efter honom kallade körteln i tungspetsen.